# ستيلا آدامز
ستيلا آدامز (بالإنجليزية: Stella Adams)‏ هي ممثلة أمريكية، ولدت في 24 أبريل 1883 في مدينة شيرمان في الولايات المتحدة، وتوفيت في 17 سبتمبر 1962 في وودلاند هيلز، كاليفورنيا في الولايات المتحدة.

## وصلات خارجية
- ستيلا آدامز على موقع IMDb (الإنجليزية)
- ستيلا آدامز على موقع تيرنر كلاسيك موفيز (الإنجليزية)
- ستيلا آدامز على موقع أول موفي (الإنجليزية)
- ستيلا آدامز على موقع قاعدة بيانات الفيلم (الإنجليزية)